# Lucernaria walteri
Lucernaria walteri is een neteldier uit de klasse Staurozoa. 
Het dier komt uit het geslacht Lucernaria en behoort tot de familie Lucernariidae. Lucernaria walteri werd in 1892 voor het eerst wetenschappelijk beschreven door Antipa.